# 横浜コネクトスクエア
横浜コネクトスクエア（よこはまコネクトスクエア）は、神奈川県横浜市西区みなとみらいにある超高層複合ビル。
本項では、当ビルの高層階に入居している「三井ガーデンホテル横浜みなとみらいプレミア」についても記す（後節参照）。

## 概要
みなとみらい地区の37街区（北区画）における開発で、2022年10月に正式名称が決定するまでは「MM37タワー」と仮称されていた。地上28階、地下1階、塔屋1階の超高層ビルであり、高さは145.8メートル。デベロッパーはパナソニック ホームズ（旧・パナホーム）、鹿島建設、ケネディクスの3社で、共同出資により合同会社KRF48を組成して開発にあたった。国土交通大臣の民間都市再生事業計画に認定されている。2020年4月に着工し2023年1月に竣工。同年4月より順次オープンしている。
低層部（1〜2階）は商業テナントなど、中層部（4〜18階）にオフィス（9階にコワーキングスペースや貸し会議室）、高層部（20〜27階）にホテルが入居する。ホテルは三井ガーデンホテルズとしては神奈川県初出店となる「三井ガーデンホテル横浜みなとみらいプレミア」で、2023年5月16日に開業した。なお、上層4フロアはホテルフロアと外観デザインを合わせているが、塔屋となっている。

### 開発決定までの経緯
当地ではもともと旧・三菱重工横浜ビル（現・KDX横浜みなとみらいタワー）の二期棟計画があったが、当面延期となり住宅展示場の暫定施設「横浜ホームコレクション」が置かれてきた経緯がある。2013年に二期棟計画が再浮上したが、開発の着手までには至らなかった。
その後、2017年3月にケネディクスが組成した特別目的会社・KRF48が土地を取得し、みなとみらい地区全体やIR法案等の状況も見据えた上で新規開発プロジェクトを模索することとなった。同年11月にはパナソニック ホームズ（旧・パナホーム）および鹿島建設もKRF48に出資し開発プロジェクトに参画することとなり、開発計画の具体化に向けて大きく進展。2018年5月に複合高層ビル（当ビル）の開発計画が公表された。

### デッキによる接続
音楽アリーナ「ぴあアリーナMM」（38街区）とは大通りを渡る「みなとみらい大通り2号歩道橋」（2023年1月末開通）で接続しており、桜木町駅方面から2階デッキレベルでのアクセスが可能となっている（「ぴあアリーナMM#歩行者デッキ」も参照）。

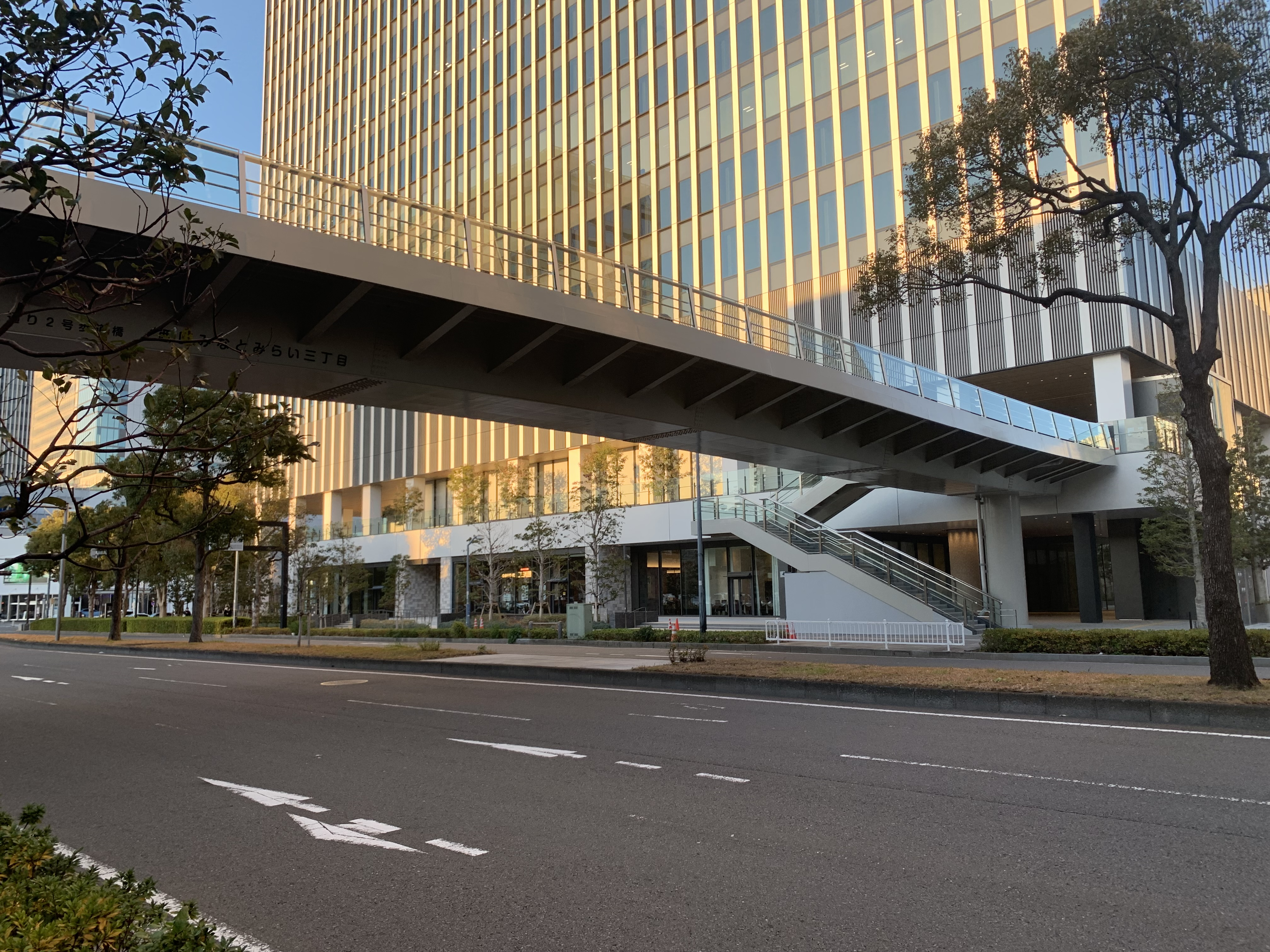
ぴあアリーナMMと接続するみなとみらい大通り2号歩道橋（2024年1月）
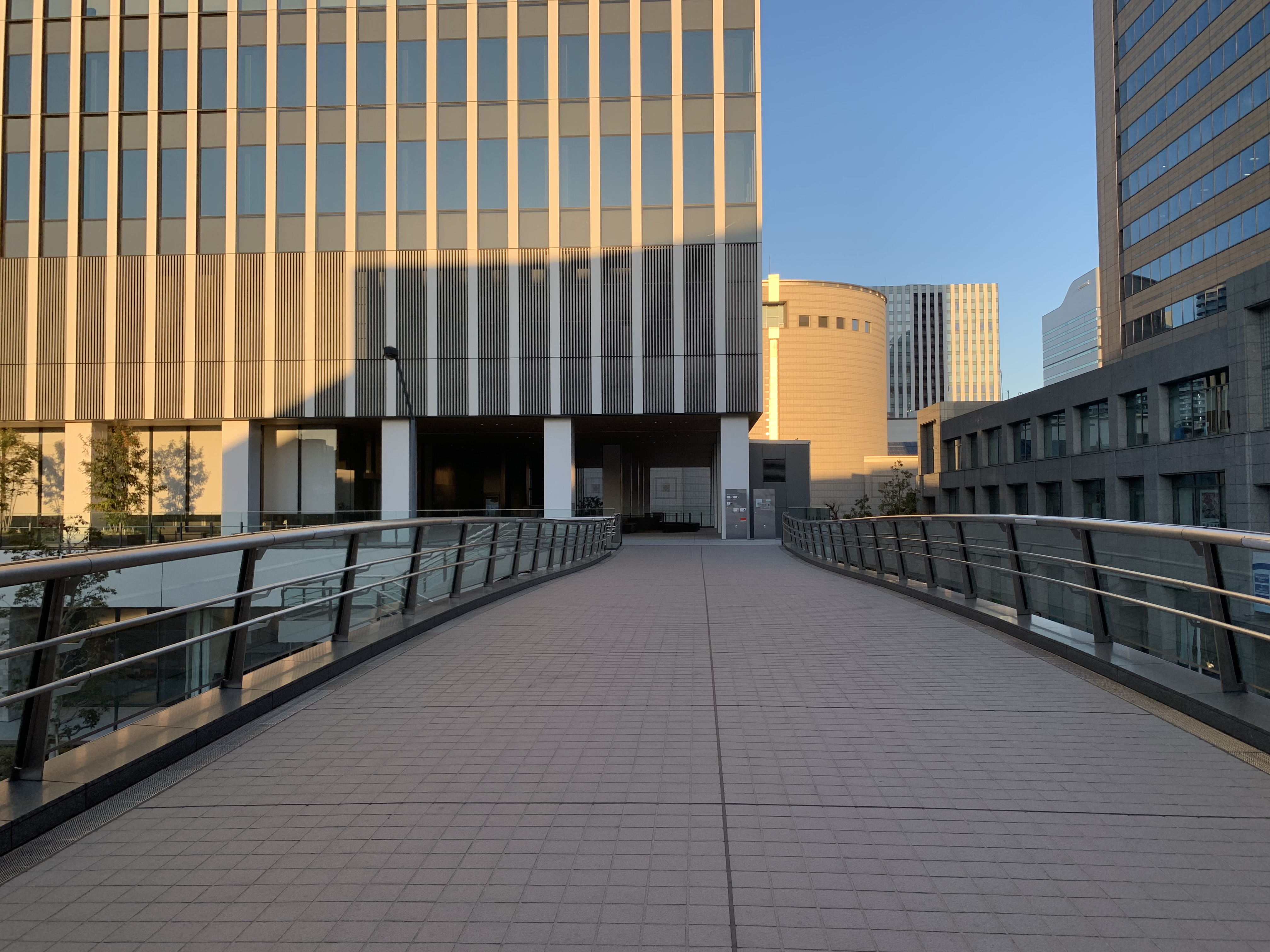
同歩道橋の上部（2024年1月）
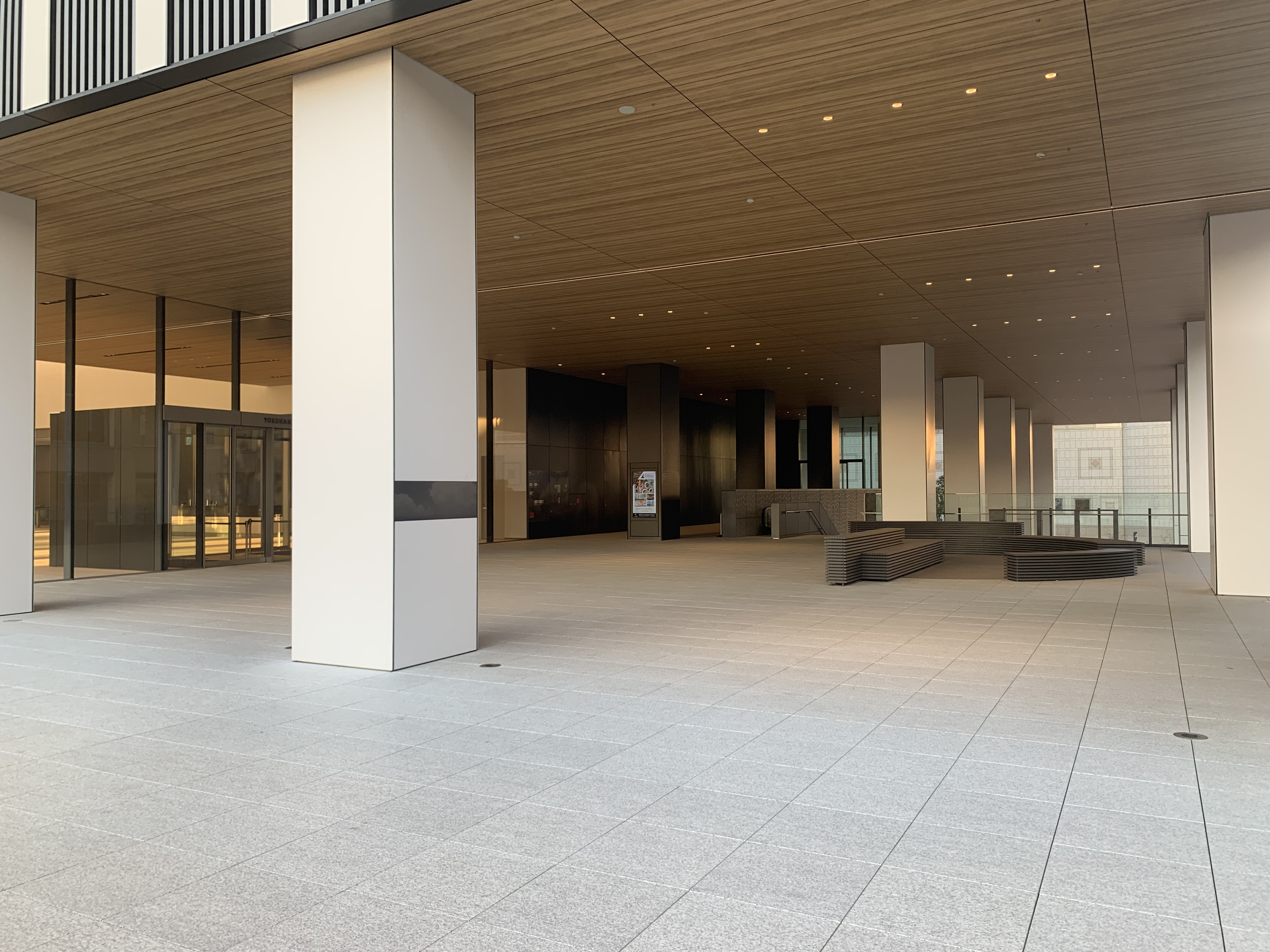
歩道橋を渡った先にある当ビル2階入り口付近の空間（2024年1月）

## 広場と動線整備
隣接する横浜美術館側（東側）に「アートプラザ」、みなとみらい大通り側（南側）にアートプラザへの動線（通景）を確保し建物のゲートにも当たる「ゲートプラザ」という2つの広場を設け、2020年3月に完成した音楽アリーナのぴあアリーナMM（38街区、みなとみらい大通り2号歩道橋で接続）と横浜美術館（36街区）とを結ぶ「芸術と文化軸」（歩行者動線・にぎわい空間、KDX横浜みなとみらいタワーとの間）を形成。この他、北側（「美術館北」交差点側）に「グリーンプラザ」、西側（大通りの「いちょう通り西」交差点側）に「ウェルカムプラザ」という計4つの広場を設けている。
また、アートプラザとウェルカムプラザの外壁や「芸術と文化軸」の床面にはアートが施されている。

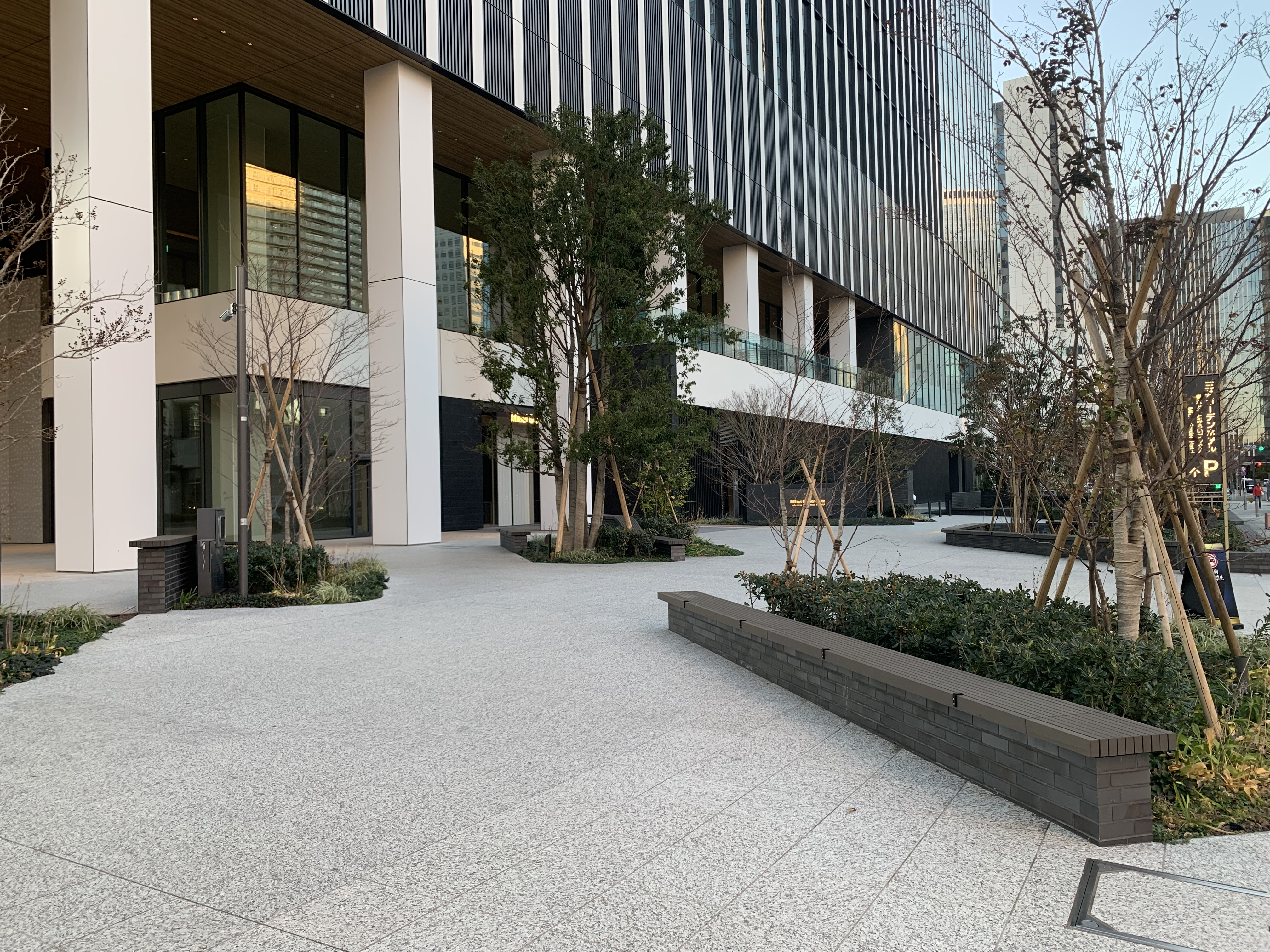
アートプラザ（2024年1月）
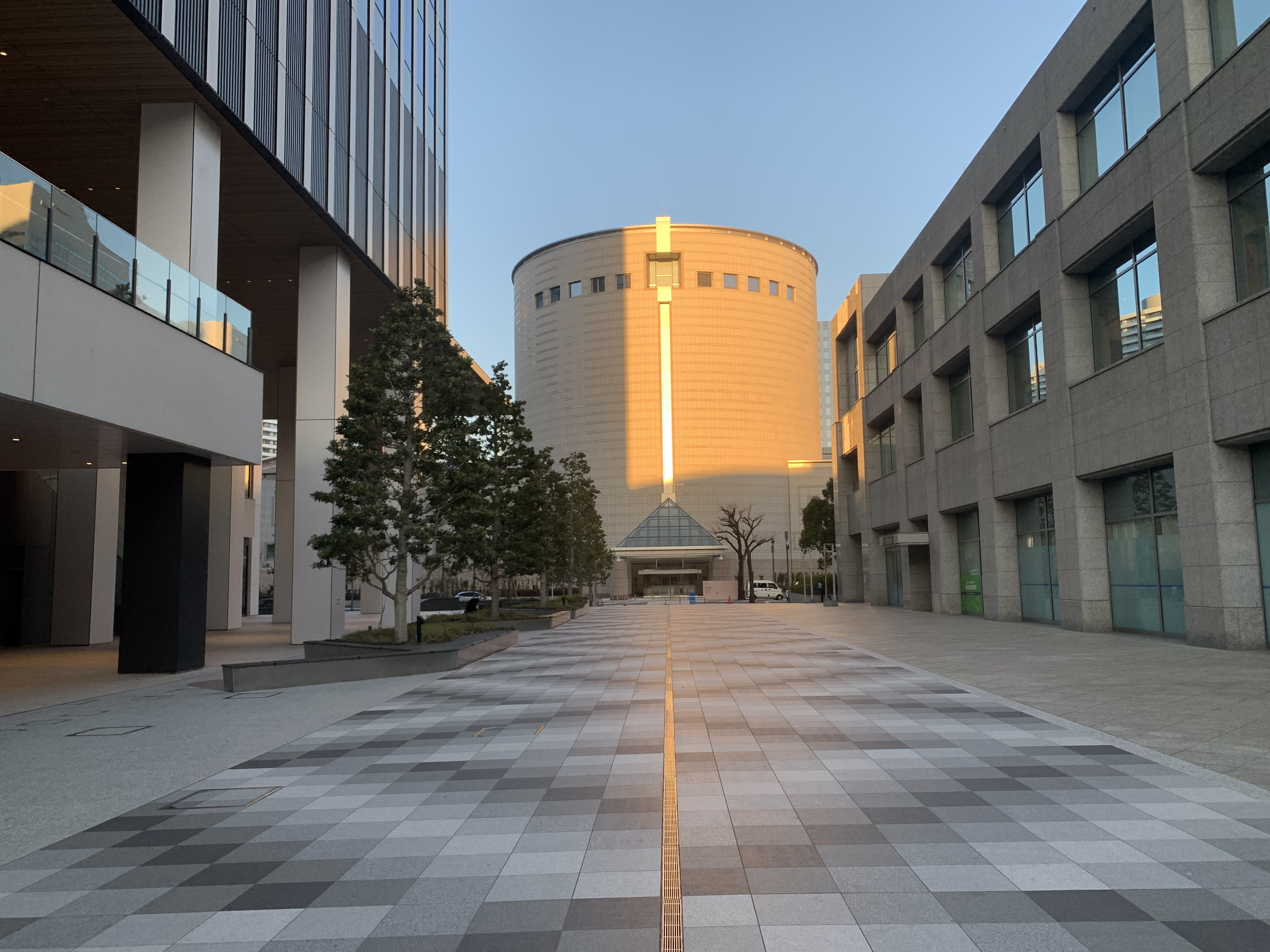
横浜美術館への通景「芸術と文化軸」、右側の建物はKDX横浜みなとみらいタワー（旧・三菱重工横浜ビル）（2024年1月）
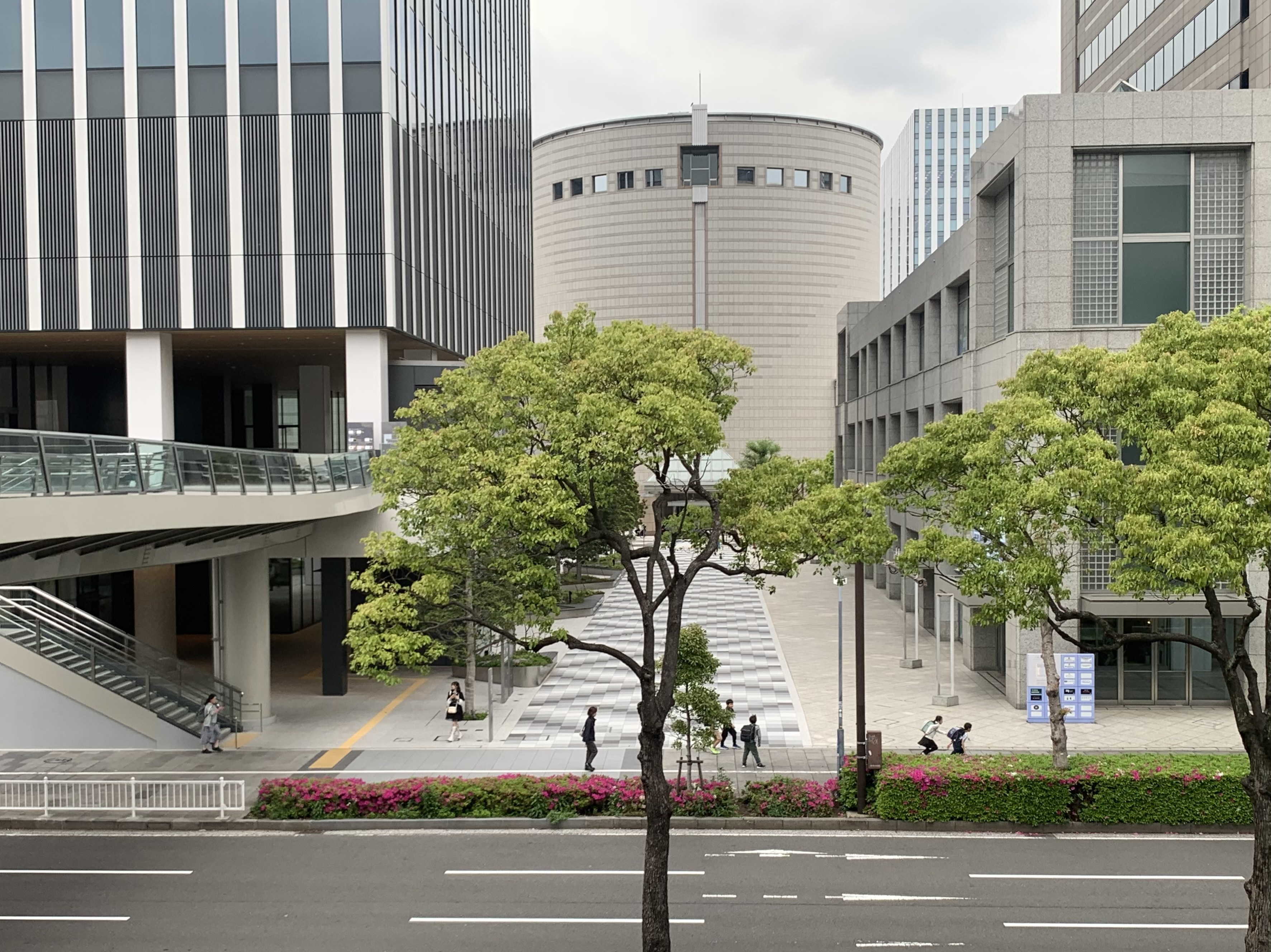
大通りを挟んで向かい側のぴあアリーナMMより「芸術と文化軸」を撮影、左側にはみなとみらい大通り2号歩道橋（2024年4月）

## テナント
公式サイト内「Floor guide」も参照。

### ホテルフロア (20-27F)
三井ガーデンホテル横浜みなとみらいプレミアは、三井ガーデンホテルズの神奈川県初進出となるホテルとして2023年5月16日に開業した。当ビルの高層階（20〜27階）を占めており、客室数は364室。
ホテルのロビーがある20階には以下の施設も設けられている。
- RISTORANTE E'VOLTA -Unico Polo-（レストラン）
- BAR BELLO GATTI（バー）
- sky pool LA MAGNOLIA（スカイプール）
- 屋外テラス
- フィットネスルーム
- ミーティングルーム

この他、複数フロアにコインランドリーが設けられている。

### オフィスフロア (4-18F)
オフィスのロビーは2階に設けられている。以下、主な入居企業を記す。
- 神奈川県予防医学協会（4F） - 2026年早春に事務局・中央診療所を横浜市中区日本大通より移転予定[31]。
- 三菱電機神戸製作所（5F） - 横浜事業所が2025年1月に移転し、コンカード横浜（横浜市神奈川区金港町）および鎌倉と合わせて3拠点体制となった[32]。
- 鹿島建設横浜支店（6-7F） - 2023年8月に横浜市中区太田町より移転（旧横浜支店の建物は解体[33][34][35]）。
- ニコンシステム（8F） - 2024年2月20日に本社を東京都品川区西大井のニコン大井製作所内より移転[36]。
- ヒョンデモビリティジャパン（9F） - 現代自動車の日本法人。2025年1月1日に本社をみなとみらいセンタービル（33街区）より移転[37][38]。
- ゼネラルシムスサービス（9F） - 2025年4月22日に本社を横浜市西区北幸より移転[39]。
- 横浜冷凍（10F） - 2023年3月27日に本社を近くのみなとみらいグランドセントラルタワー（42街区）より移転[40][41]。
- 中広メディアソリューションズ（11F） - 2025年4月28日に本社を横浜市中区真砂町より移転[42]。
- 小野測器（12F） - 2024年4月22日に本社を横浜市港北区新横浜より移転[43][44][45]。
- スチールプランテック（13F） - 2024年4月1日に本社を横浜市港北区新横浜より移転[46]。
- カルチュア・コンビニエンス・クラブ（14F） - 2025年5月7日に以下のグループ会社4社と共に本社を東京都渋谷区より移転[47][48][49][50][51]。ぴあアリーナMMやKアリーナ横浜など近隣の音楽ライブ施設との連携強化も視野に入れている[52]。
  - CCCMKホールディングス
  - CCCライフパートナーズ
  - Catalyst・Data・Partners（カタリストデータパートナーズ）
  - カルチュア・エクスペリエンス

### 低層部テナント (1-2F)
詳細は公式サイト内「Shop & Restaurant」を参照。
1F
- REGA STRADA（イタリア料理/2023年11月オープン）[53]
- 満洲園（中華料理/2023年12月オープン）[54]
- 香港酒家（香港料理/2024年12月オープン）[55]
- 横浜中華そば上星商店×焼肉どうらくみなとみらい別邸（ラーメン・焼肉/2024年5月オープン）[56]
- タリーズコーヒー（カフェ/2024年4月オープン）[57]
- flair.co (フレア)（カフェ/2024年10月オープン）[58]
- Nicole Competizione 横浜ショールーム（フェラーリのショールーム）[59] - 25街区の暫定施設より移転し、2023年10月23日グランドオープン。運営はニコル・グループ[60]。
- ヒョンデ みなとみらい 本社ショールーム[61] - 当ビルに本社を設置するヒョンデモビリティジャパンの直営ショールーム。2025年1月17日グランドオープン[62][63]。

2F
- ローソン（コンビニ/2023年5月オープン）[64]
- パナソニック ショウルーム 横浜（住宅設備ショールーム） - 横浜市神奈川区金港町より移転し、2024年4月20日オープン。運営はパナソニック ハウジングソリューションズ[65]。

## アクセス
公式サイト内「Access」も参照。
- みなとみらい駅（1番出口）より徒歩約4分。
- 桜木町駅（JR北改札東口）よりペデストリアンデッキ経由で徒歩約7分。

## ギャラリー
建物外観

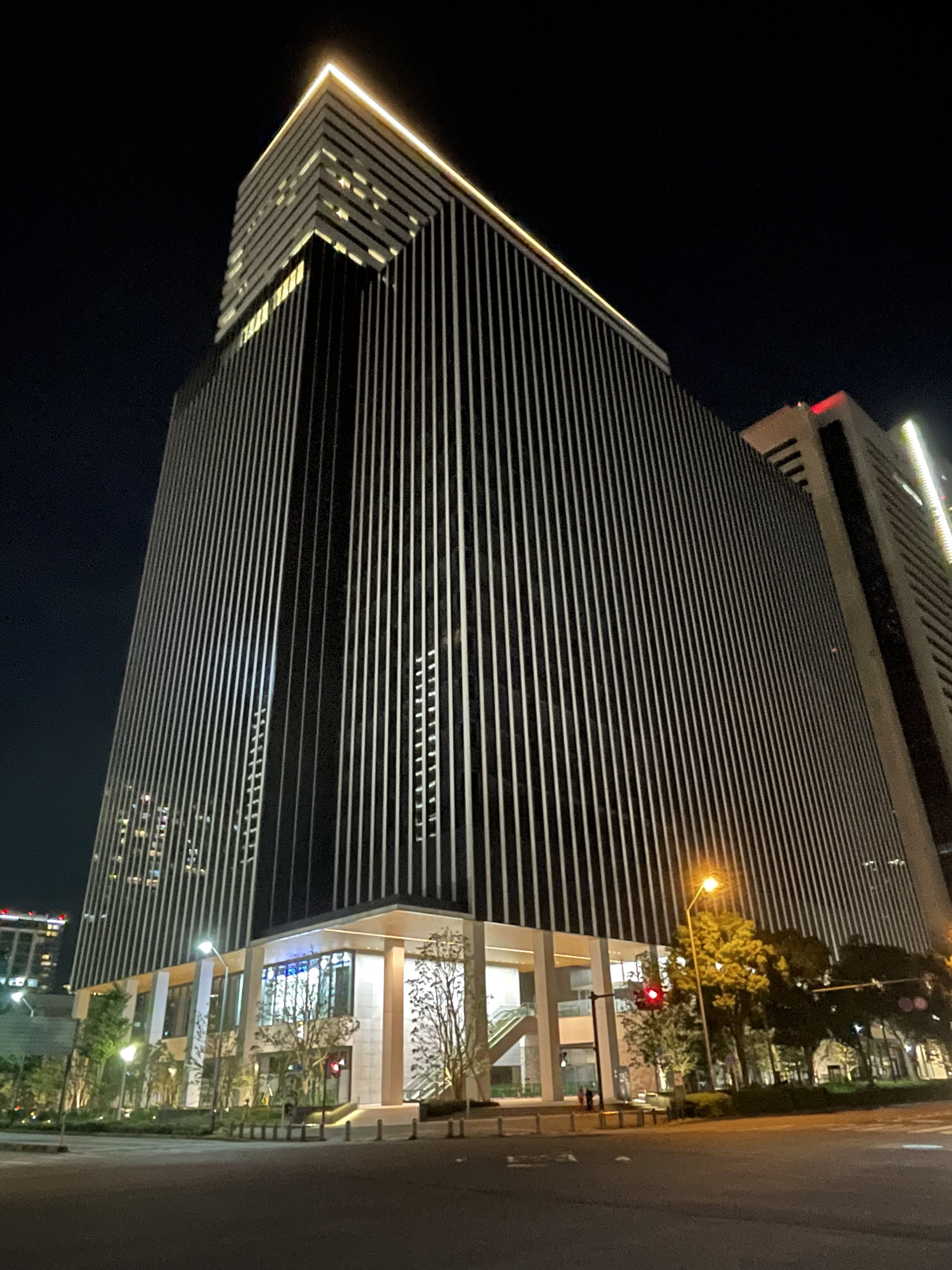
日没後の北西側外観、頭頂部付近はライトアップされている（2023年7月）
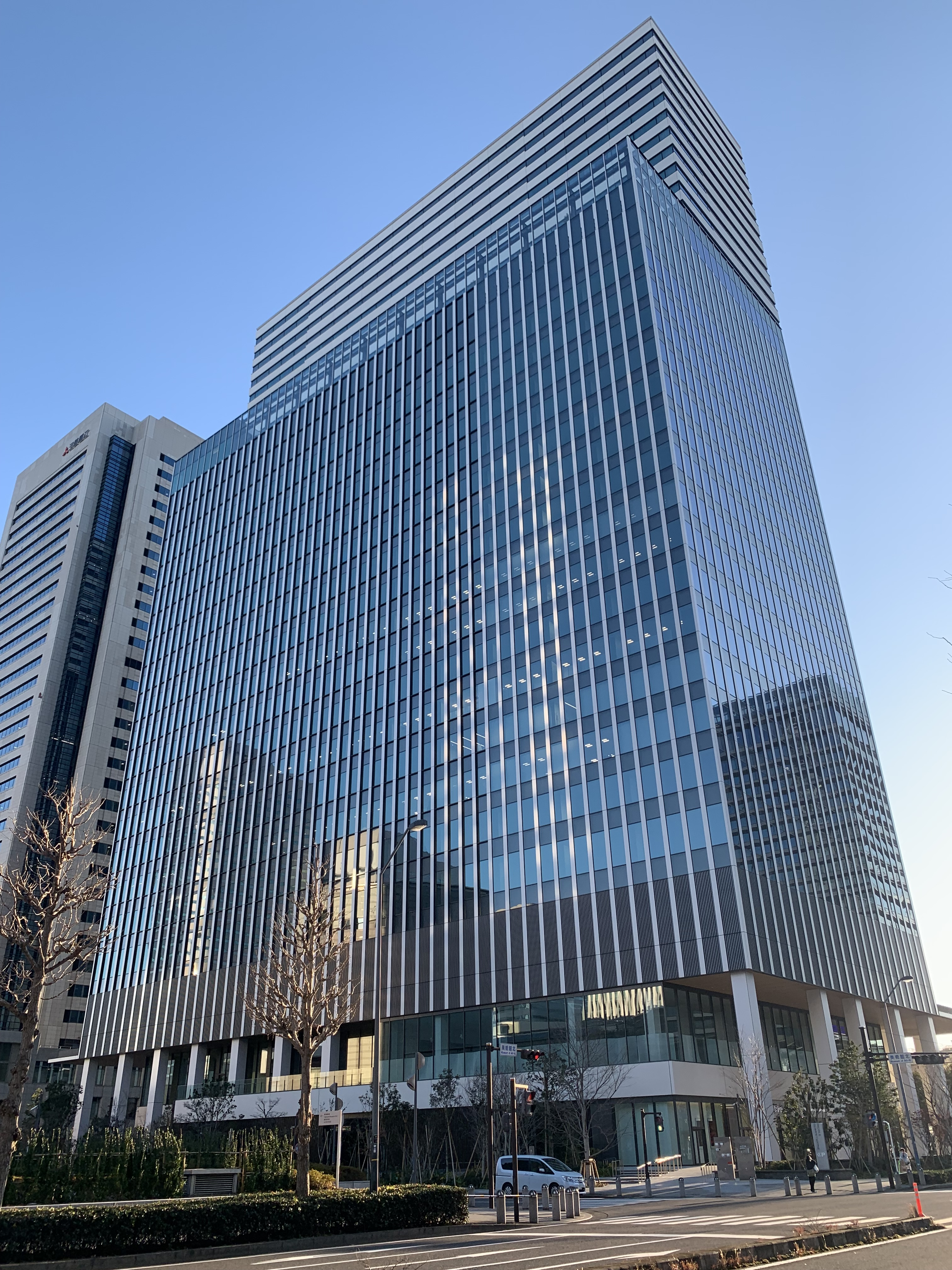
北東側の外観（2024年1月）

## 参考情報
- KAJIMAダイジェスト October 2021：特集「発展！みなとみらい21×鹿島 Project 2：MM37タワー」（鹿島建設株式会社）